# Vasile Iordache
Vasile Iordache est un footballeur roumain né le 9 octobre 1950 à Iași. Il évoluait au poste de gardien de but.

## Biographie

### En club
Avec le club du Steaua Bucarest, il remporte deux championnats de Roumanie et deux Coupes de Roumanie.
Avec cette même équipe, il joue deux matchs en Coupe d'Europe des clubs champions.

### En équipe nationale
International roumain, il reçoit 25 sélections en équipe de Roumanie entre 1976 et 1984. 
Il joue son premier match en équipe nationale le 12 mai 1976 contre la Bulgarie et son dernier le 31 juillet 1984 contre la Chine.
Il fait partie du groupe roumain lors de l'Euro 1984. Il dispute également quatre matchs comptant pour les éliminatoires du mondial 1982.

## Carrière

### Joueur
- 1969-1971 :  Politehnica Iași
- 1971-1984 :  Steaua Bucarest
- 1984-1986 :  FC Brașov

### Entraîneur
- 1990 :  Universitatea Cluj-Napoca

## Palmarès
Avec le Steaua Bucarest :
- Champion de Roumanie en 1976 et 1978
- Vainqueur de la Coupe de Roumanie en 1976 et 1979